# Área

O paralelogramo tem área 4, o círculo tem área e o triângulo tem área

Área é um conceito matemático que pode ser definida como quantidade de espaço bidimensional, ou seja, de superfície.
Existem várias unidades de medida de área, sendo a mais utilizada o metro quadrado (m²) e os seus múltiplos e submúltiplos. São também muito usadas as medidas agrárias: are, que equivale a cem metros quadrados; e seu múltiplo hectare, que equivale a dez mil metros quadrados. Outras unidades de medida de área são o acre e o alqueire.
Na geografia e cartografia, o termo "área" corresponde à projeção num plano horizontal de uma parte da superfície terrestre. Assim, a superfície de uma montanha poderá ser inclinada, mas a sua área é sempre medida num plano horizontal.

## Definição formal
```
Ver também:
 
https://en.wikipedia.org/wiki/Peano%E2%80%93Jordan_measure
```

Uma abordagem para definir o que se entende por área é por meio de axiomas. Por exemplo, pode-se definir área como sendo uma função a de uma coleção M de figuras planas de um tipo especial (denominadas conjuntos mensuráveis) no conjunto dos números reais satisfazendo as seguintes propriedades:
- Para qualquer S em M, a(S) ≥ 0.
- Se S e T estão em M então S ∪ T e S ∩ T também estão e, além disso, a(S∪T) = a(S) + a(T) − a(S∩T).
- Se S e T estão em M e S ⊆ T então T − S está em M e a(T−S) = a(T) − a(S).
- Se um conjunto S está em M e S é congruente a T então T também está em M e a(S) = a(T).
- Todo retângulo R está em M. Se o retângulo tem largura h e altura k então a(R) = hk.
- Seja Q um conjunto limitado entre duas regiões com degraus, S e T. Uma região com degraus é formada a partir de uma união finita de retângulos adjacentes apoiados em uma mesma base, isto é, S ⊆ Q ⊆ T. Se existe um único número c tal que a(S) ≤ c ≤ a(T) para quaisquer regiões step S e T, então a(Q) = c.

Pode ser demonstrado que existe uma tal função área.

## Unidades

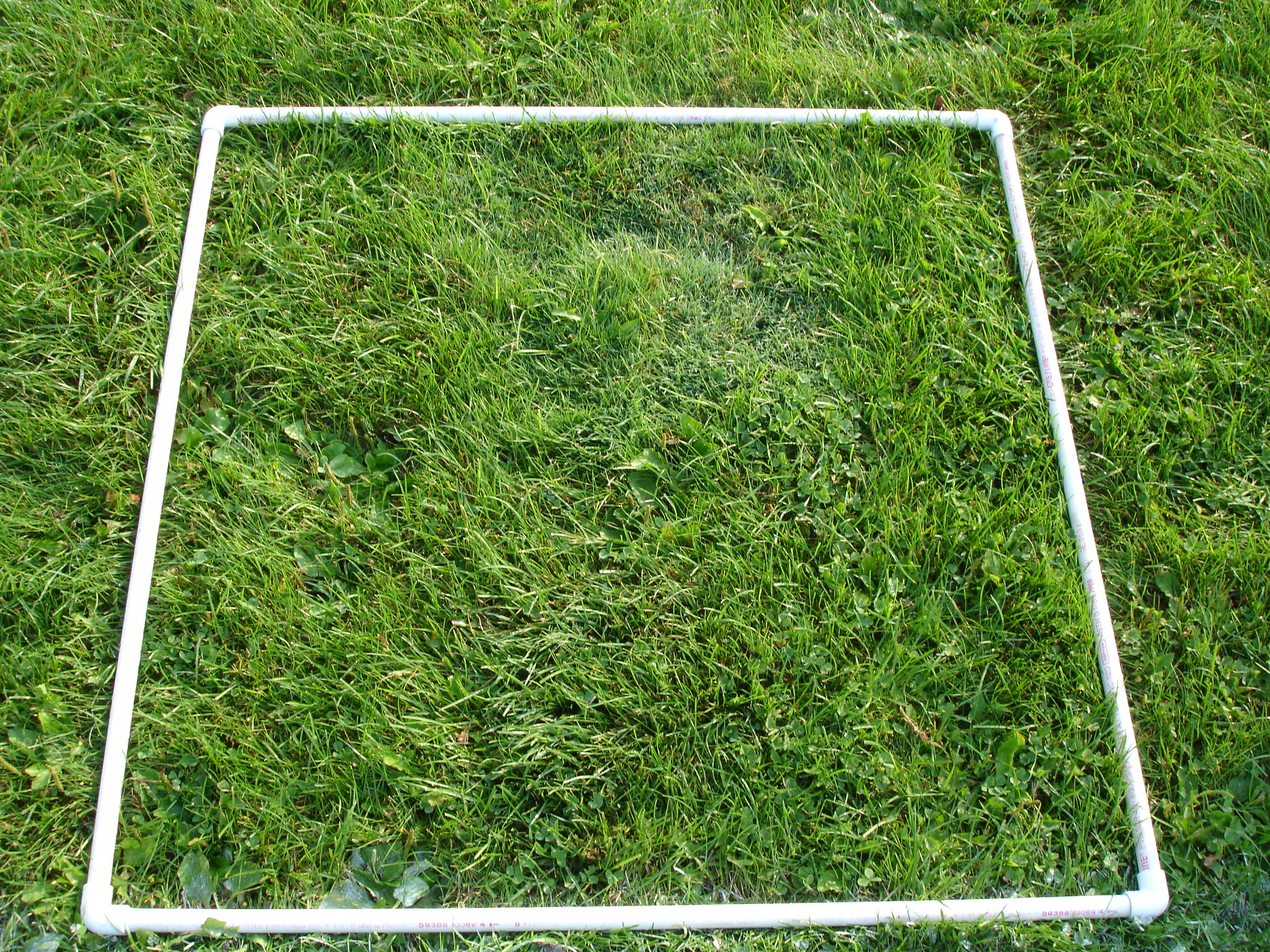
Um metro quadrado delimitado por tubos de PVC.

Cada unidade de comprimento tem uma unidade de área correspondente, igual à área do quadrado que tem por lado esse comprimento. Desta forma, as áreas podem ser medidas em metros quadrados (²), centímetros quadrados (cm²), milímetros quadrados (mm²), quilómetros quadrados (km²), pés quadrados (ft²), jardas quadradas (yd²), milhas quadradas (mi²), e assim por diante. Algebricamente, estas unidades são os quadrados  das unidades de comprimento correspondentes.
A unidade do Sistema Internacional para área é o metro quadrado, que é considerado uma unidade derivada de SI.

### Conversões

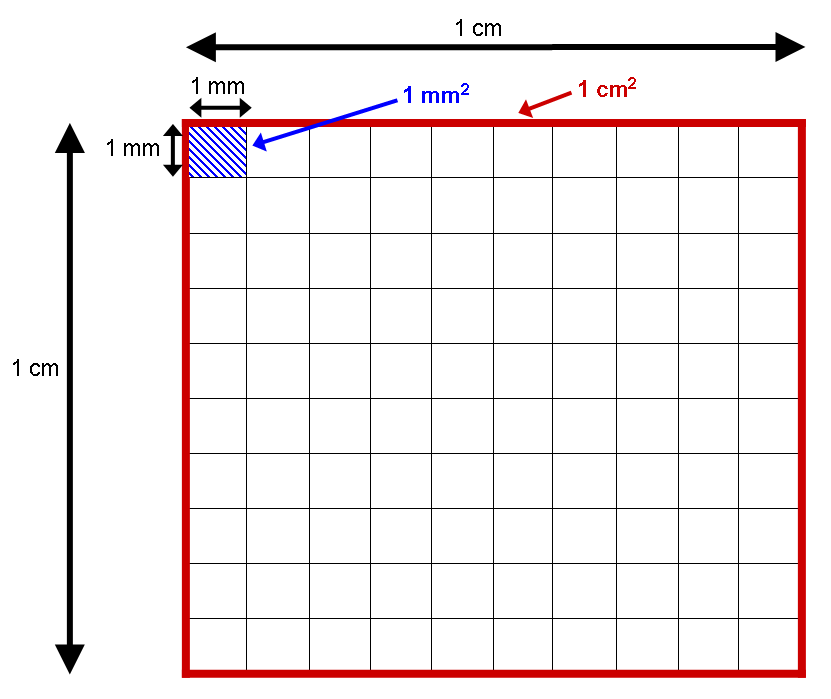
Embora haja 10 mm num cm, há 100 mm² num cm².

A conversão entre duas unidades quadradas é o quadrado do fator de conversão entre as unidades de comprimento correspondentes. Por exemplo, como
1 Pé = 12 polegadas,
é a relação entre pés quadrados e polegadas quadradas, temos que
1 pé = 144 polegadas quadradas,
sendo 144 = 12²  = 12 × 12. Da forma análoga:
- 1 quilómetro quadrado = 1 milhão de metros quadrados;
- 1 metro quadrado = 10 000 centímetros quadrados = 1 000 000 milímetros quadrados;
- 1 centímetro quadrado = 100 milímetros quadrados;
- 1 jarda quadrada = 9 pés quadrados;
- 1 milha = 3 097 600 jardas quadradas = 27 878 400 pés quadrados.

### Outras unidades
Existem várias outras unidades usadas para áreas. O are foi a unidade de medida original do sistema métrico para a área:
- 1 are = 100 metros quadrados.

Embora o are tenha caído em desuso, o hectare ainda é muito usado para medir terrenos e propriedades:
- 1 hectare = 100 ares = 10 000 metros quadrados = 0,01 quilómetros quadrados.

Outras unidades métricas menos habituais para a área incluem a tétrade, hectade e miríade.
O acre também é muito usado na medição da área de terrenos, sendo:
- 1 acre = 4 840 jardas quadradas = 43 560 pés quadrados.

Um acre é aproximadamente 40% de um hectare.

## História
Acredita-se que as necessidades cotidianas, tais como as divisões de terra para o plantio às margens dos rios, a construção de residências, assim como os estudos relativos aos movimentos dos astros inserem-se no contexto de atividades ligadas à geometria e desenvolvidas pelos seres humanos ao longo da evolução humana.
Dentre os principais matemáticos da antiguidade responsáveis pelo desenvolvimento da geometria destacam-se Tales de Mileto (VI a.C.), na Grécia, importando a geometria utilizada pelos egípcios; Pitágoras, conhecido pelo teorema aplicado ao triângulo retângulo que recebeu o seu nome e aperfeiçoou o conceito de demonstração matemática da época. E, ainda nesse século, "os Elementos” de Euclides trouxeram inovações consistentes quanto aos métodos utilizados na antiguidade e que vêm contribuindo há mais de 20 séculos para o desenvolvimento das ciências, baseando-se em três conceitos básicos, tais como ponto, reta e círculo, como também nos cinco postulados. É um sistema axiomático que surge de conceitos e proposições aceitos sem demonstração, conhecidos como, postulados e axiomas.
Uma curiosidade interessante dentro do trabalho com áreas diz respeito ao corpo humano como unidade. Assim, palmos, pés, passos, braças e cúbitos, foram algumas das primeiras unidades de medida utilizadas direta ou indiretamente. Aproximadamente em 3500 a.C., período em que iniciavam-se a construção dos primeiros templos na Mesopotâmia e no Egito, os responsáveis por tais projetos sentiram a necessidade de encontrar unidades de medidas mais regulares e exatas, usaram então como base de medida as partes do corpo de apenas um homem (por exemplo, o rei) e com tais medidas confeccionaram réguas de madeiras e metal, ou ainda com nós, as quais destacaram-se como as primeiras medidas oficiais de comprimento.
O cálculo de áreas iniciou-se possivelmente pela prática da arrecadação de impostos pelos sacerdotes, os quais calculavam intuitivamente a extensão dos campos só pela observação visual, com o tempo observaram trabalhadores revestindo uma parte retangular do chão com pedras quadradas e perceberam que para determinar a quantidade de pedras, seria suficiente contar a quantidade de quadrados de uma fileira e multiplicar pelo número de fileiras existentes, dando origem assim à fórmula para o cálculo da área de um retângulo, sendo esta obtida a partir produto da base pela altura.
Logo após, desenvolveram uma fórmula para o cálculo da área de um triângulo, fundados num pensamento bastante geométrico, no qual tinham a área de um quadrado ou retângulo e dividindo-os ao meio em diagonal obtinham a área do triângulo, assim a área do triângulo é dada pela metade da área do quadrado ou do retângulo. Quando o terreno não tinha a forma retangular ou triangular, os primeiros cartógrafos e agrimensores, utilizavam a triangulação, que consistia num processo de divisão da área em triângulos, cuja soma de suas áreas representava o total da área.
No entanto, esse processo de triangulação apresentava alguns pequenos erros, ao medir a área de terrenos não planos ou com curvas. Surgiu assim a necessidade de calcular o comprimento da circunferência e a área do círculo. Com uma corda pequena ou grande sendo girada em torno de um ponto fixo tinha-se a figura de um circunferência. Essa corda, medida que conhecemos como raio da circunferência, tinha alguma relação com o comprimento da circunferência, assim, tomando essa corda e observando quantas vezes ela caberia na circunferência, perceberam que cabia pouco mais de seis vezes e um quarto, independente do seu tamanho. Desta forma concluíram que o comprimento da circunferência poderia ser dado por 6,28 vezes a medida do raio o que corresponde ao que calculamos hoje quando fazemos {\displaystyle C=2\pi r}, onde {\displaystyle \pi } vale aproximadamente {\displaystyle 3,14}.
Quanto à área do círculo, por volta de 2000 anos a.C., conta-se que Amósis, um escriba egípcio, se propôs a determinar a área de um círculo, pensando inicialmente em calcular a área de um quadrado e obter o número de vezes que essa área caberia na área do círculo. Depois para definir qual seria esse quadrado, considerou mais adequado utilizar o quadrado cujo lado tivesse a mesma medida do raio do círculo do qual se desejava calcular a área, assim procedendo provou que o quadrado se inseria no círculo entre três e quatro vezes, o que representava uma aproximação de três vezes e um sétimo, o que atualmente consideramos aproximado a 3,14 vezes. Desta forma determinou a área do círculo multiplicando a área do quadrado por 3,14, situação que utilizamos atualmente com {\displaystyle A=\pi r^{2}}, com {\displaystyle \pi } valendo aproximadamente {\displaystyle 3,14}.
Na Grécia, aproximadamente em 500 a.C. foram fundadas as primeiras universidades. Neste período Tales e seu discípulo Pitágoras organizaram, desenvolveram e aplicaram todo o conhecimento da Babilônia, Etúrria, Egito e Índia à matemática, navegação e religião. Neste período, crescia a curiosidade e a procura por livros de geometria, o conhecimento do Universo ampliava-se velozmente e a escola de Pitágoras fez afirmações quanto à forma da Terra identificando-a como esférica ao invés de plana. Surgiram novas construções geométricas, e suas áreas e perímetros eram agora fáceis de calcular.

## Fórmulas de cálculo

### Retângulo

Retângulo com área lw.

A mais simples fórmula de cálculo de uma área é a do retângulo
Dado um retângulo com base l e altura w, a sua área é:
{\displaystyle A=l\times w}  (área do retângulo)
Ou seja, a área do retângulo é obtida multiplicando a largura pela altura. Um caso particular é a área do quadrado; sendo l o comprimento do seu lado, a sua área é:
{\displaystyle A=l^{2}}  (área do quadrado)
A fórmula para a área do retângulo decorre diretamente das propriedades básicas da área, e por vezes é tomada como uma definição ou axioma.
Tendo a geometria sido desenvolvida antes da aritmética, o conceito de área pode ser usado para definir a multiplicação de números reais.

Dissecção de um paralelogramo.

### Fórmulas por dissecção
A maioria das outras fórmulas simples para o cálculo da área seguem o método da dissecção. Como o nome indica, este método envolve seccionar a figura em partes mais simples, calcular a área de cada uma dessas partes, que somadas resultarão na área da figura original.
Por exemplo, um paralelogramo pode ser dividido num trapezoide e num triângulo retângulo, como ilustrado pela figura da esquerda. Se movermos o triângulo para o outro lado do trapezoide, o resultado é um retângulo.
A conclusão é que a área do paralelogramo é igual à do retângulo:
{\displaystyle A=b\times h}  (área do paralelogramo)

Dois triângulos iguais.

O mesmo paralelogramo pode ser dividido em dois triângulos congruentes através de um corte na diagonal, como mostrado na figura da direita:
{\displaystyle A={\frac {b\times h}{2}}}  (área do triângulo)
É possível fazer raciocínios semelhantes para obter fórmulas para as áreas do trapezoide, do losango e de outros polígonos mais complicados.

### Área de outros polígonos
Área do trapézio:
{\displaystyle A={\frac {B+b}{2}}\times h} (B = base maior; b = base menor; h = altura)
Área do losango:
{\displaystyle A={\frac {D\times d}{2}}} (D = diagonal maior; d = diagonal menor)
Área de qualquer polígono regular:
{\displaystyle {\frac {P\times a}{2}}} (P = perímetro; a = comprimento do apótema)[carece de fontes?]

### Círculo

Círculo dividido em setores que podem ser rearranjados num paralelogramo aproximado.

A área de um círculo também pode ser calculada através do método de dissecção. Dado um círculo com raio {\displaystyle r} é possível dividi-lo em setores. Cada setor tem uma forma aproximadamente triangular, e os setores podem ser rearranjados para formar uma figura próxima de um paralelogramo. A altura do paralelogramo é {\displaystyle r} e a largura é metade da circunferência do círculo, ou seja, {\displaystyle \pi r.} Resulta que a área do círculo é {\displaystyle r\times \pi r,} ou seja, {\displaystyle \pi r^{2}}
{\displaystyle A=\pi \times r^{2}} (área do círculo; r = raio)
Embora a dissecação usada na fórmula seja aproximada, o erro torna-se cada vez menor à medida que usamos setores cada vez menores.
O limite da área quando o tamanho dos setores tendo para zero é exatamente {\displaystyle \pi r^{2},} que corresponde à área do círculo.
Este raciocínio é uma aplicação simples dos conceitos do cálculo. No passado, o método da exaustão foi usado de forma semelhante para encontrar a área do círculo, sendo reconhecido como um precursor do cálculo integral. Usando os métodos modernos, a área do círculo pode ser calculada usando um integral:
{\displaystyle A\;=\;\int _{-r}^{r}2{\sqrt {r^{2}-x^{2}}}\,dx\;=\;\pi r^{2}.}

### Área de uma superfície

Arquimedes relacionou a área e volume da esfera com o cilindro.

A maioria das fórmulas para o cálculo da área de uma superfície pode ser obtida cortando e endireitando a superfície.
Por exemplo, a superfície de um cilindro pode ser cortada e estendida formando um retângulo. Da mesma forma, a superfície de um cone pode ser cortada e endireitada num setor de um círculo, para permitir o cálculo da sua área.
O cálculo da área da superfície de uma esfera é mais complexo, pois a curvatura da superfície dificulta a sua projeção num plano direito. Isso acontece com sólidos com curvatura gaussiana diferente de zero. O primeiro a obter uma fórmula para o cálculo da área de uma esfera foi Arquimedes na sua obra Sobre a Esfera e o Cilindro. Provou que a área e volume da esfera é exatamente 2/3 da área e volume do cilindro que a envolve. Tal como acontece com a área do círculo, a fórmula para a área da esfera resulta de métodos similares aos do cálculo.
Á área de uma esfera com raio {\displaystyle r} é:
{\displaystyle A=4\pi r^{2}}  (área da esfera)

## Lista de fórmulas
| Figura                               | Formula                                                                                | Variáveis |
| ------------------------------------ | -------------------------------------------------------------------------------------- | --- |
| Triângulo equilátero                 | {\displaystyle {\frac {L^{2}}{4}}{\sqrt {3}}}                                          | {\displaystyle L} é comprimento de um lado do triângulo.                                                                                      |
| Triângulo                            | {\displaystyle {\sqrt {p(p-a)(p-b)(p-c)}}}                                             | {\displaystyle p} é metade do perímetro, {\displaystyle a,} {\displaystyle b} e {\displaystyle c} é o comprimento de cada um dos lados.       |
| Triângulo                            | {\displaystyle {\tfrac {1}{2}}ab\mathrm {sen} \,(C)}                                   | {\displaystyle a} e {\displaystyle b} são quaisquer dois lados, e {\displaystyle C} é o ângulo entre eles.                                    |
| Triângulo                            | {\displaystyle {\tfrac {1}{2}}bh}                                                      | {\displaystyle b} e {\displaystyle h} são a base e altura (medida perpendicularmente à base), respetivamente.                                 |
| Quadrado                             | {\displaystyle l^{2}}                                                                  | {\displaystyle l} é o comprimento de um dos lados do quadrado.                                                                                |
| Retângulo                            | {\displaystyle ab}                                                                     | {\displaystyle a} e {\displaystyle b} são o comprimento de cada um dos lados do retângulo.                                                    |
| Losango                              | {\displaystyle {\tfrac {1}{2}}ab}                                                      | {\displaystyle a} e {\displaystyle b} são o comprimento de cada uma das diagonais do losango.                                                 |
| Paralelogramo                        | {\displaystyle bh}                                                                     | {\displaystyle b} é o comprimento da base e {\displaystyle h} é a altura medida na perpendicular.                                             |
| Trapézio                             | {\displaystyle {\tfrac {1}{2}}(a+b)h}                                                  | {\displaystyle a} e {\displaystyle b} são os lados paralelos e {\displaystyle h} a distância (altura) entre os lados paralelos.               |
| Hexágono regular                     | {\displaystyle {\frac {3L^{2}}{2}}{\sqrt {3}}}                                         | {\displaystyle L} é o comprimento de um dos lados do hexágono.                                                                                |
| Octógono regular                     | {\displaystyle 2(1+{\sqrt {2}})l^{2}}                                                  | {\displaystyle l} é o comprimento de um dos lados do octógono                                                                                 |
| Polígono regular                     | {\displaystyle {\frac {1}{4}}nl^{2}\cdot \cot(\pi /n)}                                 | {\displaystyle l} é o comprimento de um dos lados e {\displaystyle n} o número de lados.                                                      |
| Polígono regular                     | {\displaystyle {\frac {1}{2}}nR^{2}\cdot \mathrm {sen} \,(2\pi /n)=nr^{2}\tan(\pi /n)} | {\displaystyle R} é o raio do círculo circunscrevente, {\displaystyle r} o raio do círculo interior, e {\displaystyle n} é o número de lados. |
| Polígono regular                     | {\displaystyle {\tfrac {1}{2}}ap}                                                      | {\displaystyle a} é o apótema (raio do círculo interior ao polígono) e {\displaystyle p} é o perímetro do polígono.                           |
| Círculo                              | {\displaystyle \pi r^{2}\ {\text{ou}}\ {\frac {\pi d^{2}}{4}}}                         | {\displaystyle r} é o raio e {\displaystyle d} o diâmetro.                                                                                    |
| Setor circular                       | {\displaystyle {\tfrac {1}{2}}r^{2}\theta }                                            | {\displaystyle r} e {\displaystyle \theta } são, respetivamente, o raio e ângulo (em radianos).                                               |
| Elipse                               | {\displaystyle \pi ab}                                                                 | {\displaystyle a} e {\displaystyle b} são o semieixo maior e semieixo menor, respetivamente.                                                  |
| Área total da superfície do cilindro | {\displaystyle 2\pi r(r+h)}                                                            | {\displaystyle r} e {\displaystyle h} são o raio e altura do cilindro.                                                                        |
| Superfície lateral do cilindro       | {\displaystyle 2\pi rh}                                                                | {\displaystyle r} e {\displaystyle h} são o raio e altura do cilindro.                                                                        |
| Superfície total do cone             | {\displaystyle \pi r(r+l)}                                                             | {\displaystyle r} e {\displaystyle l} são o raio e a distância do vértice ao círculo base, respetivamente.                                    |
| Superfície total da esfera           | {\displaystyle 4\pi r^{2}\ {\text{ou}}\ \pi d^{2}}                                     | {\displaystyle r} e {\displaystyle d} são o raio e o diâmetro, respetivamente.                                                                |
| Superfície total da pirâmide         | {\displaystyle B+{\frac {PL}{2}}}                                                      | {\displaystyle B} é a área da base, {\displaystyle P} o perímetro da base e {\displaystyle L} a distância do vértice aos cantos da base.      |

## Aplicações
Pode-se operacionalizar as áreas de algumas figuras planas e utilizá-las em algumas aplicações úteis. Evidentemente, associa-se área de uma figura plana a um número positivo, o qual expressa o espaço do plano ocupado por ela.

### Notação
Usa-se a escrita {\displaystyle (ABC...N)} para indicar a área de um polígono de {\displaystyle N} vértices. Vale lembrar que em qualquer polígono o número de vértices é igual ao número de lados.

### Área de um triângulo

#### Critério para equivalência de triângulos

##### Propriedade 1
Dois triângulos de mesma base e mesma altura têm áreas iguais.
Demonstração: Dadas duas retas paralelas {\displaystyle r} e {\displaystyle s}, a uma distância {\displaystyle d}, marcamos sobre a reta {\displaystyle r}, os pontos {\displaystyle A} e {\displaystyle B}, e sobre a reta {\displaystyle s}, marcamos os pontos, {\displaystyle C} e {\displaystyle C^{\prime }}, conforme figura abaixo.
Essa é uma consequência do corolário: Sejam {\displaystyle ABC} e {\displaystyle ABC^{\prime }} triângulos tais que {\displaystyle AB//CC^{\prime }}. Então {\displaystyle (ABC)=(ABC^{\prime })}.
Analisando as áreas dos triângulos {\displaystyle ABC} e {\displaystyle ABC^{\prime }}, temos que:
{\displaystyle (ABC)=AB\cdot {\frac {d}{2}}}
{\displaystyle (ABC^{\prime })=AB\cdot {\frac {d}{2}}}
Assim, como {\displaystyle r//s} e a distância de {\displaystyle r} a {\displaystyle s} dada por {\displaystyle d(r,s)=d}, se {\displaystyle A} e {\displaystyle B} pertencem a reta {\displaystyle r} e {\displaystyle C} pertence a reta {\displaystyle s}, obtendo um ponto qualquer {\displaystyle C^{\prime }} sobre a reta {\displaystyle s}, temos {\displaystyle AB//CC^{\prime }}, portanto os dois triângulos {\displaystyle ABC} e {\displaystyle ABC^{\prime }} possuem a mesma base {\displaystyle AB} e a mesma altura {\displaystyle d}, logo suas áreas são iguais.

##### Propriedade 2
Se dois triângulos possuem mesma altura, então a razão entre as suas áreas é igual à razão entre as suas bases.
Na triângulo {\displaystyle ABC}, foi traçada uma ceviana a partir do vértice {\displaystyle A} intersectando o lado {\displaystyle BC} no ponto {\displaystyle X}, ficando assim determinados dois triângulos: {\displaystyle AXB} e {\displaystyle AXC}, de mesma altura {\displaystyle AH}.
Demonstração: Fazendo a razão entre as áreas temos,
{\displaystyle {\frac {(AXB)}{(AXC)}}={\frac {{\frac {1}{2}}BX\cdot AX}{{\frac {1}{2}}CX\cdot AH}}={\frac {BX}{CX}}}
Portanto,
{\displaystyle {\frac {(AXB)}{(AXC)}}={\frac {BX}{CX}}}

#### Triângulos semelhantes
Dados dois triângulos semelhantes ABC e MNP, vamos analisar a razão de semelhança entre a razão entre suas áreas e sua razão de semelhança.
Sejam {\displaystyle ABC} e {\displaystyle MNP} dois triângulos semelhantes, sendo {\displaystyle k} a razão de semelhança entre seus lados:
{\displaystyle {\frac {MP}{AC}}={\frac {MN}{AB}}={\frac {NP}{BC}}=k}, então temos {\displaystyle {\frac {(MNP)}{(ABC)}}=k^{2}}
Demonstração: Como {\displaystyle NP=k\cdot BC} e {\displaystyle HM=k\cdot AH}, temos pelas áreas dos triângulos:

{\displaystyle {\frac {(MNP)}{(ABC)}}={\frac {{\frac {1}{2}}NP\cdot AM}{{\frac {1}{2}}BC\cdot AH}}={\frac {k\cdot BC\cdot k\cdot AH}{BC\cdot AH}}=k^{2}}
Portanto, dados dois triângulos com razão de semelhança {\displaystyle k} entre seus lados correspondentes, a razão de semelhança entre suas áreas será {\displaystyle k^{2}}.

#### A prova doteorema de Pitágorase outrasrelações métricas no triângulo retânguloatravés do cálculo de áreas
Seja {\displaystyle ABC} um triângulo retângulo no vértice {\displaystyle A}, onde a hipotenusa {\displaystyle BC=a}, e seus catetos {\displaystyle AB=c} e {\displaystyle AC=b}, considerando ainda a altura relativa à hipotenusa {\displaystyle AH=h}, bem como as projeções dos catetos sobre a hipotenusa {\displaystyle BH=m} e {\displaystyle CH=n}, temos:
Vamos provar as seguintes relações através do cálculo de áreas:
- I. {\displaystyle ah=bc}
- II. {\displaystyle c^{2}=am} e {\displaystyle b^{2}=na}
- III. {\displaystyle a^{2}=b^{2}+c^{2}}

Demonstração I:
I.a) Calculando a área {\displaystyle (ABC)} a partir da base {\displaystyle BC} e altura {\displaystyle AH}:
{\displaystyle (ABC)={\frac {1}{2}}BC\cdot AH={\frac {1}{2}}a\cdot h}
I.b) Calculando a área {\displaystyle (ABC)} a partir da base {\displaystyle AC} e altura {\displaystyle AB}:
{\displaystyle (ABC)={\frac {1}{2}}AC\cdot AB={\frac {1}{2}}b\cdot c}
Decorre de I.a) e I.b) temos que {\displaystyle (ABC)={\frac {1}{2}}a\cdot h={\frac {1}{2}}b\cdot c}.
Logo {\displaystyle a\cdot h=b\cdot c}

Demonstração II:
II.a) Dado o triângulo {\displaystyle ABC}, retângulo em {\displaystyle A}, constrói-se quadrados sobre a hipotenusa {\displaystyle BC} e os catetos {\displaystyle AC} e {\displaystyle AB}, respectivamente de medidas {\displaystyle a}, {\displaystyle b} e {\displaystyle c}. Depois prolonga-se a altura {\displaystyle AH} até interceptar o lado {\displaystyle FG} do quadrado {\displaystyle BCGF} no ponto {\displaystyle I}.
Observando os segmentos paralelos {\displaystyle BG} e {\displaystyle AI}, percebe-se dois triângulos {\displaystyle GBA} e {\displaystyle GBH} de mesma área, cujas bases medem {\displaystyle a} e as alturas medem {\displaystyle m}.
Assim, {\displaystyle (GBA)=(GBH)={\frac {1}{2}}BG\cdot BH={\frac {1}{2}}a\cdot m}
Vejamos ainda na figura acima que, os triângulos {\displaystyle GBA} e {\displaystyle BDC} são congruentes pelo caso LAL, pois {\displaystyle BD\equiv BA}, {\displaystyle BC\equiv BG} e {\displaystyle \angle CBD\equiv \angle ABC+90^{\circ }}. Logo, {\displaystyle (BDC)=(GBA)}. E como os segmentos {\displaystyle BD} e {\displaystyle AC} são paralelos temos que {\displaystyle (BDA)=(BDC)}, visto que a base {\displaystyle BD} e a altura {\displaystyle AB} são comuns aos dois triângulos.
Assim: {\displaystyle BD=AB=c}, então {\displaystyle (BDA)=(BDC)={\frac {1}{2}}BD\cdot BA={\frac {1}{2}}c\cdot c={\frac {c^{2}}{2}}}
Daí, {\displaystyle (GBA)=(BDC)\Rightarrow {\frac {am}{2}}={\frac {c^{2}}{2}}\Rightarrow c^{2}=am}
II.b) De maneira análoga, é provado que {\displaystyle b^{2}=an}
Como {\displaystyle AI//CF}, temos nos triângulos {\displaystyle ACF} e {\displaystyle HCF} que {\displaystyle (ACF)=(HCF)}, pois possuem a mesma base {\displaystyle CF} e mesma altura {\displaystyle CH}, sendo assim:
{\displaystyle (ACF)=(HCF)={\frac {1}{2}}CF\cdot CH={\frac {1}{2}}}
Temos ainda que os triângulos {\displaystyle BCJ} e {\displaystyle ACF} são congruentes pelo caso LAL, pois {\displaystyle AC\equiv CJ=b}; {\displaystyle CF\equiv BC=a}; {\displaystyle \angle ACF\equiv \angle BCJ\equiv \angle ACB+90^{\circ }}. Então, como {\displaystyle AK//CJ} temos:
{\displaystyle (ACJ)=(BCJ)={\frac {1}{2}}AC\cdot CJ={\frac {1}{2}}b^{2}}
Portanto, da congruência {\displaystyle BCJ} e {\displaystyle ACF}, temos:
{\displaystyle (BCJ)=(ACF)\Rightarrow {\frac {1}{2}}b^{2}={\frac {1}{2}}an\Rightarrow b^{2}=an}

Demonstração III:
De maneira simplificada, somando as duas igualdades II.a) e II.b) temos:
{\displaystyle b^{2}=an} e {\displaystyle c^{2}=am}, logo {\displaystyle b^{2}+c^{2}=an+am\Rightarrow b^{2}+c^{2}=a(n+m)}

Como {\displaystyle n+m=a}, temos:
{\displaystyle b^{2}+c^{2}=a(n+m)\Rightarrow b^{2}+c^{2}=a^{2}}  (Teorema de Pitágoras)

Pode-se obter uma demonstração mais elaborada do teorema de Pitágoras por meio do cálculo de áreas. Observando a figura da demonstração II. b) temos que:
{\displaystyle BCJ\equiv ACF}, pelo caso LAL, então {\displaystyle (BCJ)=(ACF)}. Temos também que {\displaystyle (ACJ)=(BCJ)=(ACF)} e {\displaystyle (ACF)=(CHF)=(BCJ)}. Daí, {\displaystyle (ACJ)=(CHF)}.

Logo, {\displaystyle (ACJK)=2(ACJ)=2(CHF)}.
Por outro lado, da demonstração II. b), onde {\displaystyle GBA\equiv BDC}, pelo caso LAL, então {\displaystyle (GBA)=(BDC)}. Temos ainda que {\displaystyle (ABD)=(BDC)=(ABG)} e {\displaystyle (ABG)=(BHG)=(BDC)}. Daí, {\displaystyle (ABD)=(BHG)}.

Logo, {\displaystyle (ABDE)=2(ABD)=2(BHG)}.
Portanto, analisando a área do quadrado {\displaystyle BCGF} de acordo com as demonstrações II. a) e II. b), temos que:

{\displaystyle (BCFG)=(CHIF)+(BHGI)}

{\displaystyle (BCFG)=2(CHF)+2(BHG)}

{\displaystyle (BCFG)=(ACJK)+(ABDE)}

Concluindo, {\displaystyle (BCFG)=a^{2}}, {\displaystyle (ACJK)=b^{2}} e {\displaystyle (ABDE)=c^{2}}

Então, {\displaystyle a^{2}=b^{2}+c^{2}} (Teorema de Pitágoras)

### Área de um trapézio
No trapézio {\displaystyle ABCD} de altura {\displaystyle h}, temos os lados paralelos {\displaystyle AB} e {\displaystyle DC}, tal que
{\displaystyle AB=a} e {\displaystyle DC=b}.
Demonstração: Vamos supor, sem perda de generalidade, que {\displaystyle AB>DC}, e traçar pelo vértice {\displaystyle B} um segmento paralelo ao lado {\displaystyle AD} de forma que intercepte o lado {\displaystyle DC} no ponto {\displaystyle E}.
Assim, como {\displaystyle AB//DC} e {\displaystyle AD//BE}, temos o paralelogramo {\displaystyle ABED} de altura {\displaystyle h} e base {\displaystyle DE=AB=a}, e temos ainda um triângulo {\displaystyle BCE} de base {\displaystyle EC=DC-DE=b-a}, e altura {\displaystyle h}.
Note que:
{\displaystyle (ABCD)=(ABED)+(BCE)=a\cdot h+{\frac {1}{2}}(b-a)h={\frac {2ah+bh-ah}{2}}}
Portanto,
{\displaystyle (ABCD)={\frac {(a+b)h}{2}}}

### Área de um losango
De acordo com o corolário: Se ABCD é um losango de diagonais AC e BD, então {\displaystyle (ABCD)={\frac {1}{2}}ABCD}.
Demonstração: Dado o losango {\displaystyle ABCD}, cujas diagonais interceptam-se no ponto {\displaystyle M}, simultâneamente, ponto médio de ambas as diagonais {\displaystyle AC} e {\displaystyle BD}.
Como {\displaystyle AB=BC=CD=DA}, os triângulos determinados pelas diagonais {\displaystyle AC} e {\displaystyle BD}, são isósceles e como {\displaystyle M} é ponto médio destas diagonais, temos que, {\displaystyle AM=MC}, {\displaystyle BM=MD}, portanto os triângulos {\displaystyle ABD} e {\displaystyle BCD} são congruentes pelo caso LAL, assim como os triângulos {\displaystyle ADC} e {\displaystyle ABC}, pelo mesmo caso.
Sendo assim, vamos mostrar a área do losango através dos triângulos determinados pela diagonal {\displaystyle BD}.
{\displaystyle (ABCD)=(ABD)+(BCD)={\frac {1}{2}}BD\cdot MC+{\frac {1}{2}}BD\cdot AM}
{\displaystyle (ABCD)={\frac {1}{2}}BD\cdot (AM+MC)}.
Como {\displaystyle AM+MC=AC}, temos:
{\displaystyle (ABCD)={\frac {1}{2}}AC\cdot BD}